# Lynchburg (Virgínia)
Lynchburg é uma cidade independente localizada no estado americano da Virgínia. Foi fundada em 1786 e incorporada como vila em 1805 e posteriormente, em 1852, como cidade. Seu nome é uma homenagem a seu fundador, John Lynch.

## Geografia
De acordo com o United States Census Bureau, a cidade tem uma área de 128,3 km², dos quais 126,8 km² estão cobertos por terra e 1,4 km² por água.

## Demografia
Segundo o censo nacional de 2010, a sua população é de 75 568 habitantes e sua densidade populacional é de 589,1 hab/km².

## Marcos históricos
A relação a seguir lista as 60 entradas do Registro Nacional de Lugares Históricos em Lynchburg. O primeiro marco foi designado em 11 de junho de 1969 e o mais recente em 19 de fevereiro de 2021. Aqueles marcados com ‡ também são um Marco Histórico Nacional.
- Academy of Music
- Allied Arts Building
- Anne Spencer House
- Armstrong Elementary School
- Aviary
- Bowling Eldridge House
- Bragassa Toy Store
- Carnegie Hall
- Carter Glass House‡
- Centerview
- Court House Hill-Downtown
- Court Street Baptist Church
- Daniel's Hill Historic District
- DeWitt-Wharton Manufacturing Company
- Diamond Hill Baptist Church
- Diamond Hill Historic District
- Doyle Florist Inc.-H.R. Schenkel Inc. Greenhouse Range
- Dr. Robert Walker Johnson House and Tennis Court
- Federal Hill Historic District
- Fifth Street Historic District
- First Baptist Church
- Fort Early and Jubal Early Monument
- Garland Hill Historic District
- Hope Dawn
- Hopwood Hall
- J. W. Wood Building
- John Marshall Warwick House
- Jones Memorial Library
- Kemper Street Industrial Historic District
- Kentucky Hotel
- Locust Grove
- Lower Basin Historic District
- Lynchburg Courthouse
- Lynchburg Hospital
- Lynchburg Hosiery Mill No. 1
- Lynch's Brickyard House
- Main Hall, Randolph-Macon Women's College
- Miller-Claytor House
- Montview
- Norfolk Southern Six Mile Bridge No. 58
- Old City Cemetery
- Pierce Street Historic District
- Point of Honor
- Poplar Forest‡
- Presbyterian Orphans Home
- Pyramid Motors
- Rivermont
- Rivermont Historic District
- Rosedale
- Saint Paul's Vestry House
- Samuel Miller House
- Sandusky House
- South River Friends Meetinghouse
- St. Paul's Church
- Twelfth Street Industrial Historic District
- Virginia Episcopal School
- Virginia University of Lynchburg
- Walnut Hill
- Western Hotel
- William Phaup House